# タニア・マリア

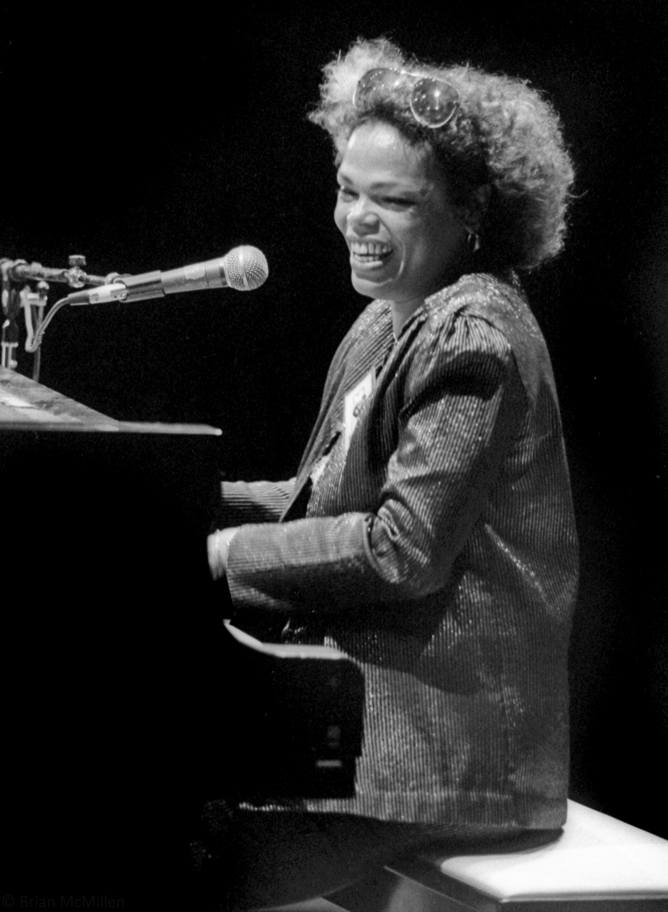
タニア・マリア（1981年）

タニア・マリア（Tania Maria、1948年5月9日 - ）は、ブラジルのアーティスト、歌手、作曲家、バンドリーダー、ピアノ奏者で、主にポルトガル語または英語で歌っている。彼女のブラジリアン・スタイルの音楽は、ほとんどがボーカルで、時にはポップで、しばしばジャズ的であり、サンバ、ボサ、アフロラテン、ポップ、フュージョンが含まれている。

## 略歴
ブラジル北部のマラニョン州サン・ルイスで生まれたタニア・マリアは、7歳でピアノを始め、13歳で父親が組織したプロ・ミュージシャンのバンドでリーダーを務め、地元の音楽コンテストで最優秀賞を受賞した。また、クラブやラジオでダンスのための演奏を行った。金属細工師であり、かつ才能のあるギタリストにして歌手であった彼女の父親は、週末のジャム・セッションで演奏できるようにピアノを勉強することを勧めた。そこで彼女は最初にサンバ、ジャズ、ポップ・ミュージック、ブラジリアン・チョリーニョのリズムとメロディを吸収した。それ以来、彼女は他の誰かのグループのために働いたことがない。彼女は法律の学位を持っており、早くに結婚し、子供をもうけた。
マリアのファースト・アルバム『Apresentamos』（「We Present」の意）は1969年にブラジルでリリースされ、1971年にアルバム『リオの街で』（原題『Olha Quem Chega』（「Look Who's Here」の意）がリリースされたが、1970年代後半にフランスへと移り、彼女を国際的なシーンで爆発させた。オーストラリアでのコンサートにおける彼女の驚異的な音楽の正確さと自由奔放な精神は、アメリカのギタリスト、チャーリー・バードの注目を呼び込み、彼がコンコード・レコードの創設者である故カール・ジェファーソンに彼女を推薦することへとつながった。
タニアの1983年のアルバム『カム・ウィズ・ミー』は、タイトル曲が1980年代のダンスフロアにおけるクラシックとなり、その後も頻繁に取り上げられ、国際的な躍進を開始することとなった。ポップな1985年のアルバム『メイド・イン・N.Y.』は、世界中で彼女の人気を高めた。
マリアは、世界中のほぼすべての重要なジャズ・フェスティバルで演奏し、数え切れないほどのテレビ番組やラジオ番組に出演している。彼女は25枚以上のアルバムを録音し、1985年に「ベスト・ジャズ・ボーカル・パフォーマンス、女性」のカテゴリーでグラミー賞にノミネートされた。彼女はブルーノートや、1981年と1983年と1989年のモントレー・ジャズ・フェスティバル、サラトガ・ジャズ・フェスティバル、JVCジャズ・フェスト1991、モントルー・ジャズ・フェスティバル、ニューオーリンズ・ジャズ&ヘリテッジ・フェスティバル、プエルトリコ・ハイネケン・ジャズ・フェスト2001、マルタ諸島でのマルタ・ジャズ・フェスティバル2003、ノボサドスキー・ジャズ・フェスティバル2004、ベルギーのジャズ・ミデルハイム2007といったさまざまなフェスティバルで演奏した。彼女は1978年にデン・ハーグで毎年開催されるノース・シー・ジャズ・フェスティバルに出演し、少なくとも10回はそこに戻り演奏した。スティーヴ・ガッド、アンソニー・ジャクソン、サミー・フィゲロア、エディ・ゴメスなどの偉人たちと演奏したこともある。

## ディスコグラフィ

### リーダー・アルバム
- Apresentamos （1969年、Continental）
- 『リオの街で』 - Olha Quem Chega （1971年、Odeon）※旧邦題『オーリャ・ケン・シェーガ』
- 『ヴィア・ブラジル』 - Via Brasil （1977年、Sunny Side）
- Via Brasil, Vol. 2 （1977年、Sunny Side）
- 『ブラジル・ウィズ・マイ・ソウル』 - Brazil with My Soul （1978年、Barclay / Reissue 2005年、Universal）
- 『モンマルトルのタニア・マリア』 - Live （1979年、Accord）
- 『ファンシー・デュオローグ』 - Tania Maria & Niels-Henning Ørsted Pedersen （1979年、Accord） Tania Maria in Copenhagen（Reissue 2005年、Stunt） ※with ニールス＝ヘニング・エルステッド・ペデルセン
- 『ピカント』 - Piquant （1980年、Concord）
- 『トーラス』 - Taurus （1981年、Concord）
- 『カム・ウィズ・ミー』 - Come with Me （1983年、Concord）
- 『ラヴ・エクスプロージョン』 - Love Explosion （1984年、Concord）
- 『ワイルド!』 - The Real Tania Maria: Wild! （1984年、Concord）
- 『メイド・イン・N.Y.』 - Made in New York （1985年、EMI）
- The Lady from Brazil （1986年、EMI）
- 『夏のカラーズ』 - Forbidden Colors （1988年、Capitol）
- 『ベラ・ヴィスタ』 - Bela Vista （1990年、Blue Note）
- 『アウトレイジャス』 - Outrageous （1993年、Concord）
- The Best of Tania Maria （1993年、Blue Note）※コンピレーション
- 『ノー・コメント』 - No Comment （1995年、TKM）
- Bluesilian （1995年、TKM）
- Europe （1997年、TKM）
- 『ビバ・ブラジル』 - Viva Brazil （2000年、Concord）
- Happiness （2002年、Recall）
- 『ライヴ・アット・ザ・ブルーノート』 - Tania Maria Live at the Blue Note （2002年、Concord）
- Outrageously Wild （2003年、Concord）
- Intimidade （2005年、Blue Note）
- Tempo (with Eddie Gómez) （2011年、Naïve）
- Canto （2012年、Naïve）

### 映像作品
- Tanya Maria: The Beat of Brazil （2008年）※with ローリンド・アルメイダ